# Hindisvík

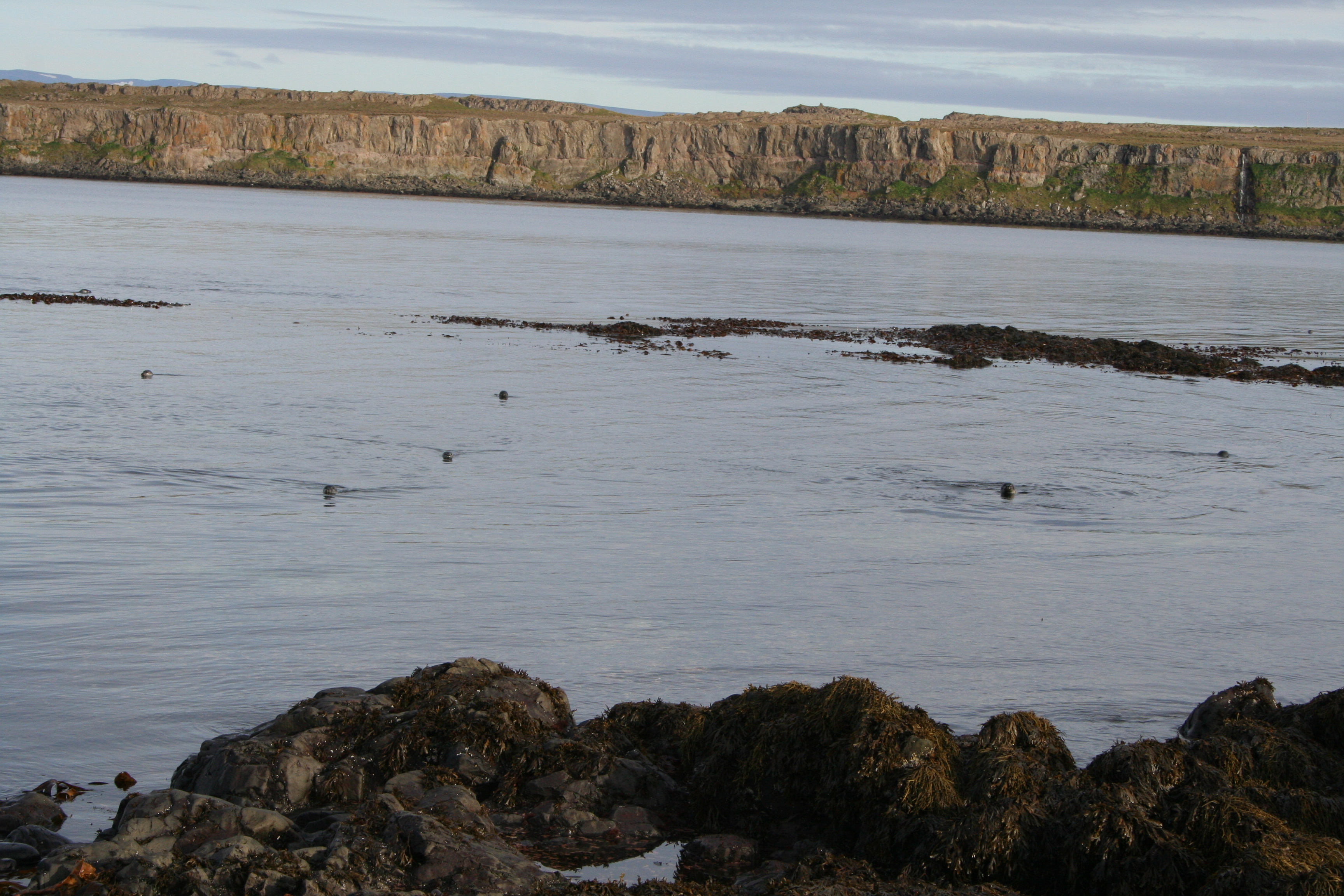
Zeehonden in de baai van Hindisvík.

Hindisvík is een baai en een verlaten nederzetting aan de noordpunt van het schiereiland Vatnsnes in de regio Húnaþing vestra in het noordwesten van IJsland.
De nederzetting werd in 1923 gesticht door priester Sigurður Nordland en ligt ongeveer 25 km ten noorden van Hvammstangi aan de Vatnsnesvegur (Vatnsnesweg) met wegnummer 711. Het leek hem een ideale plaats voor een vissershaven, maar uiteindelijk werd de plaats in 1955 verlaten. De verlaten visserswoningen en de resten van een visverwerkingsfabriek staan er nog steeds. Heden is Hindisvík vooral bekend vanwege de zeehonden: het is waarschijnlijk de grootste robbenkolonie van het land. De afgelopen jaren is het aantal robben drastisch afgenomen. De oorzaak is niet duidelijk, maar men vermoedt dat de grote aantallen bezoekers een rol speelt. Daarom hebben de IJslandse autoriteiten het gebied voor onbevoegden afgesloten. De beste plaats om zeehonden te kunnen zien is bij de boerderij Illugastaðir en bij Hvítserkur.

## De naam Hindisvík

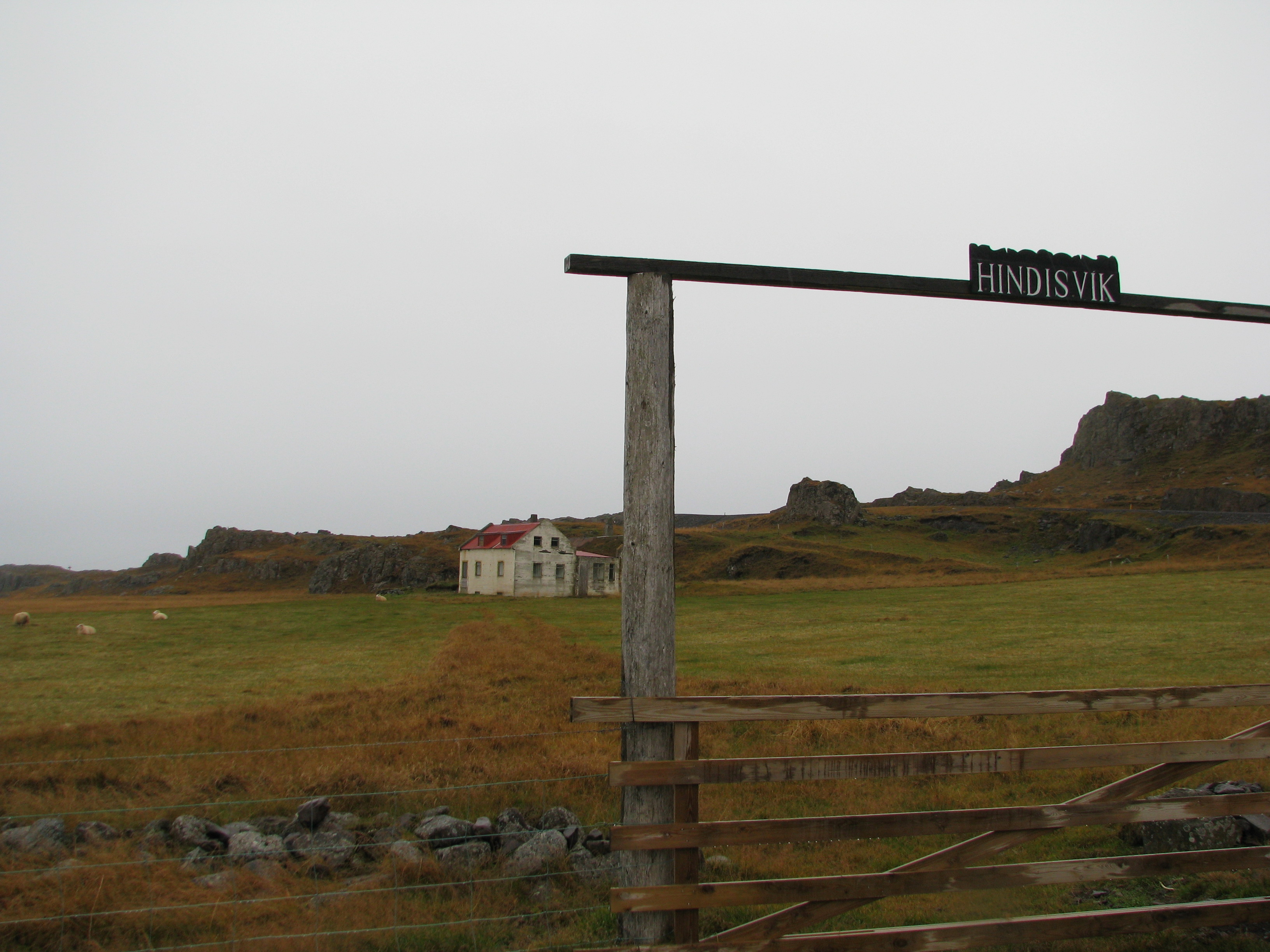
De verlaten boerderij Hindisvík.

In tegenstelling tot de meeste andere namen van plaatsen, boerderijen en geologische structuren op IJsland, stond de naam Hindisvík niet van het begin al vast, maar hebben er in het verleden meerdere naamswijzigingen plaatsgevonden. In het Auðnarmáldagar uit 1318 werd de naam als Hamdisvyk geschreven, en in het Ólafsmáldagar uit 1461 Hanndis Vik. De boerderij werd daarna Vík á Vatnsnesi genoemd in het Sjávarborgarannáll rond 1686. In het Jarðabók (soort van atlas) van Árni Magnússon werd het landgoed Vijk genoemd, en soms ook wel Hindisvijk. De beide namen Vík en Hindisvík worden vanaf 1844 genoemd en de boerderij staat als Hindisvík op Björns Gunnlaugssons kaart van IJsland uit 1844. In een geschrift uit 1861 staat het echter als Hindingsvík te boek.